# NSG Kudensee
NSG Kudensee este o arie protejată (arie de protecție specială avifaunistică — SPA) din Germania întinsă pe o suprafață de 249 ha, integral pe uscat.

## Localizare
Centrul sitului NSG Kudensee este situat la coordonatele 53°57′11″N 9°12′13″E / 53.9531°N 9.2036°E.

## Înființare
Situl NSG Kudensee a fost declarat arie de protecție specială avifaunistică în august 2000 pentru a proteja 12 specii de animale.

## Biodiversitate
Situată în ecoregiunea atlantică, aria protejată nu include niciun habitat protejat.
La baza desemnării sitului se află mai multe specii protejate de  păsări (12): ciocârlie-de-câmp (Alauda arvensis), rață cârâitoare (Anas querquedula), fâsă de luncă (Anthus pratensis), chirighiță neagră (Chlidonias niger), erete de stuf (Circus aeruginosus), Cygnus columbianus bewickii, becațină comună (Gallinago gallinago), Limosa limosa limosa, Luscinia svecica cyanecula, cresteț pestriț (Porzana porzana), fluierarul cu picioare roșii (Tringa totanus), nagâț (Vanellus vanellus).